# Albin Felc
Albin Felc (* 14. Mai, 1941 in Jesenice, Jugoslawien) ist ein ehemaliger jugoslawischer Eishockeyspieler und -trainer.

## Karriere
Zu Beginn seiner Sportkarriere arbeitete Albin Felc in Jesenicer Eisenwerken und erhielt für den Einsatz beim Eishockey Essenmarken.

### Verein
Felc begann seine aktive Laufbahn beim HK Jesenice in der Jugoslawischen Eishockeyliga zur Saison 1958/59. Bis zum Ende seiner Spielerkarriere erzielte er 458 Tore in der nationalen Eishockeyliga, was bis 1971 Ligarekord war, und errang 14 Meistertitel.
Anschließend wechselte er in die Schweiz, spielte von 1971 bis 1974 als erster Ausländer beim EHC Olten, wo er später zum besten Spieler aller Zeiten gewählt wurde. kehrte 1982/83 zu seinem Heimatverein zurück und agierte 1984/85 als Trainer des italienischen SHC Fassa.

### International
Albin Felc war von 1961 bis 1979 Mitglied der jugoslawischen Eishockeynationalmannschaft. Insgesamt erzielte er für sie 82 Tore und gab 91 Vorlagen in 155 Spielen. Er vertrat sein Land bei neun Weltmeisterschaften und den Olympischen Winterspielen 1964, 1968 und 1972.
Bei der Eishockey-Weltmeisterschaft 1964 in Innsbruck wurde er gemeinsam mit Japans Masahiro Sato mit je 12 Toren Torschützenkönig, was einen olympischen Rekord darstellt.
Bei der B-Weltmeisterschaft 1968 erreichte er mit Jugoslawien den ersten Platz. Er trug als bester Torschütze 6 Tore und 5 Assists dazu bei und wurde ins All-Star-Team gewählt. Aufgrund der Reduzierung der A-Gruppe konnte er auch nach diesem Erfolg mit der Nationalmannschaft nie an einer A-WM teilnehmen.
Im Jahr 1969 war er unter den drei jugoslawischen (slowenischen) Eishockeyspielern, die als erste im Trikot eines professionellen NHL-Team spielten. Es handelte sich dabei um eine Sommerserie für Schaukämpfe. Neben ihm spielte Victor Tišlar für die St. Louis Blues und der Torwart Jože Bogomir Jan für die Chicago Blackhawks.

## Auszeichnung
Für seine Leistungen wurde er anlässlich des 80. Jahrestags des slowenischen Eishockeys bei deren Gründung 2007 in die Slowenische Eishockey-Ruhmeshalle aufgenommen.
Im Jahr 2012 wurde er ebenso in die Slovenian Athletes Hall of Fame aufgenommen.

## Privates
Seine Tochter Sabina spielte für die slowenische Basketballnationalmannschaft.